# ۳۴۸ (پیش از میلاد)
۳۴۸ (پیش از میلاد) ۳۴۸مین سال قبل از تقویم میلادی است.